# Physominthe
Physominthe é um género de plantas com flores pertencentes à família Lamiaceae.
A sua área de distribuição nativa encontra-se no Brasil.
Espécies:
- Physominthe longicaulis Harley
- Physominthe vitifolia (Pohl ex Benth.) Harley & J.F.B.Pastore